# 維京足球會
維京足球會（挪威語：Viking Fotballklubb）是一間位於斯塔萬格的挪威足球球會，於1899年8月10日成立，因為在當地，足球開始變得普及。維京是挪威球會中的貴族，八次贏得挪威足球超級聯賽冠軍(上一次在1991年)，和五次贏得挪威杯冠軍。維京贏得頂級聯賽的次數，比其他球隊都多。而維京自聯賽制度成立以來，除了1966-1967年和1987-1988年外，一直都在頂級聯賽角逐。最近一次於歐洲賽出名，是在2002-2003年的歐洲足協杯，淘汰了英超勁旅車路士。

## 歷史
維京於1899年在斯塔萬格成立，當時主要是在當地作賽。自三十年代起，維京開始在國家聯賽比賽。而1933年的杯賽決賽，輸給 Mjøndalen。而整個三十年代中，維京塑造了幾個著名的球員，當中以Reidar Kvammen最著名，他協助挪威國家隊在1936年的奧運會中贏得銅牌。他的弟弟Arthur Kvammen也曾替國家隊出賽，而後來Bernhard Lund寫了球會的會歌。
二次大戰後，維京在五十年代壟斷了挪威足球。1953年的挪威杯擊敗利尼史特朗，1959年擊敗辛迪夫佐特。而1958年的聯賽冠軍也是他們的。長期効力的守門員Sverre Andersen當時是最著名的球員，而Edgar Falch也為國家隊幾次効力。Rolf 和Kåre Bjørnsen， Asbjørn Skjærpe 和Leif Nicolaysen當時也是球隊的著名球員，而年輕的 Olav Nilsen則於1959年開始効力維京。維京的入場紀錄也是在1959年創立的，當時有18，892人觀看挪威杯準決賽中大勝奧特格寧蘭4-0。
而六十年代的維京相對比較沉寂，但在七十年代重新壟斷了挪威足球，這1972年至1975年，維京連續四次奪得聯賽冠軍，也在1979年成為聯賽和杯賽雙料冠軍。1972年一個創新的球會經理Kjell Schou Andreassen被認為是建立了維京成功的基礎，他的團隊想法和革命性的步法，造就了兩名成功的攻擊球員:Sigbjørn Slinning和Anbjørn Ekeland。不過，球隊每年都換經理，而 Sverre Andersen， Stewart Williams和Olav Nilsen在接下來的年頭也替維京連續三年奪得聯賽冠軍，還有1979年的Tony Knapp也是替球會奪得聯賽冠軍。中場球員Olav Nilsen在七十年代早期也是球隊的關鍵球員，獲令得到 "Olav Viking"這個別名。而後來的中場球員Svein Kvia在幾個不同場合中都獲得挪威當年最佳足球員。Reidar Goa， Hans Edgar Paulsen， Erik Johannessen， Inge Valen， Johannes Vold] Svein Hammerø， Gunnar Berland和Trygve Johannessen當年也時球隊中的重要球員。
八十年代的初期，維京表現很好。Kjell Schou Andreassen回到球隊並令球隊奪得1982年挪威足球超級聯賽冠軍。而他們也在1981年和1984年奪得聯賽亞軍，和1984年的挪威杯亞軍，同時也造就了不少著名球員，例如Bjarne Berntsen， Per Henriksen， Erik Thorstvedt， Svein Fjælberg， Nils Ove Hellvik， Tonning Hammer， Isak Arne Refvik， Torbjørn Svendsen， Trygve Johannessen和Gary Goodchild。不過，八十年代中期的維京維京降至甲組，更甚的是在1987年球隊在甲組排第八，而當時同市的球會Bryne F。K。贏得挪威杯，另外還有鄰市小球會Vidar幾乎贏得升上挪超聯的機會。
面對這樣的成績，有些事一定要做的。解決方法就是以大量的金錢作賭注，分別聘請了來自瑞典的經理Benny Lennartsson，還有就是球員Kjell Jonevret和Per Holmberg。這賭注換來的，是在1988年賽季中，很有魅力的射手Alf Kåre Tveit在最後一場對Vard的聯賽比賽中第95分鐘時，博得一個具爭議性的十二碼，而Arild Ravndal推這球十二碼射入，令球隊確保了來季升班的席位。獲得了「神奇的Haugesund」的稱號。這也標示了新一個黃金時代的來臨，球隊在1989年贏得挪威杯冠軍，還有1991年的聯賽冠軍。其他在青年軍的重要球員包括有Lars Gaute Bø， Roger Nilsen， Kent Christiansen， Egil Fjetland， Jan Fjetland， Trond Egil Soltvedt， Mike McCabe和Børre Meinseth。
不過，不少協助球隊在1991年贏得聯賽冠軍的年輕球員其後都未能達到預期中的進步，而在1992年由Arne Larsen Økland帶領的球隊更差點就降班。最後要Bjarne Berntsen在季中取代了他的經理席位，才保住了球隊不用降班，同時也在歐洲聯賽冠軍杯中差點擊敗了巴塞羅那。維京在整個九十年代都在挑戰聯賽冠軍，不過都未能成功挑戰洛辛堡的聯賽冠軍席位。九十年代也是挪威球員向外出口的黃金時期，維京在這個時期賺取了不少金錢，包括在1996年把Egil Østenstad以900，000英磅賣至修咸頓，以及在1997年把門將Thomas Myhre以900，000英磅賣至愛華頓。其他的還有Gunnar Aase， Lars Gaute Bø， 芒努斯·斯文松， Bjarte Aarsheim， Kenneth Storvik， Roger Nilsen和Ingve Bøe，也是當時的重要球員
Benny Lennartson在2000年重返球隊，代替Poul Erik Andreasen的位置，他協助球隊連續兩年贏得聯賽季軍，一次挪威杯冠軍和值得紀念的歐洲足協杯賽事中擊敗車路士。在2003年， Kjell Inge Olsen成為了球會經理，該年維京以第五名完成。而2004年賽季的開始，維京把主場館搬至位於Jåttåvågen的維京球場。同一時間，罗伊·霍奇森成為了球會經理。球會以第九名完成，而2005年球隊則以第五名完成。 Brede Hangeland， Egil Østenstad， Peter Kopteff和Frode Hansen是當時值得注意的球員。到了季尾的時候，霍奇森維開維京轉教芬蘭國家隊。他的位置由Tom Prahl取代。現在陣中的明星球員包括有 Allan Gaarde， Peter Kovacs， Alexander Ødegaard， Toni Nhleko和Ragnvald Soma。

## 球員名單
截止：2008年9月5日

## 榮譽

### 國內
- 挪威足球超級聯賽
  - 冠軍：1958, 1972, 1973, 1974, 1975, 1979, 1982, 1991
  - 亞軍：1981, 1984
  - 季軍：1955, 1968, 1971, 1978, 1994, 1996, 2000, 2001
- 挪威盃
  - 冠軍：1953, 1959, 1979, 1989, 2001
  - 亞軍：1933, 1947, 1974, 1984, 2000
- 挪威青年盃
  - 冠軍：1965, 1979, 1995, 2003
  - 亞軍：1969, 1970, 1981, 1992, 1996, 1998

### 歐洲賽成績
- 1972/73 歐洲足協盃:
  - 第一圈: 主場勝IBV Vestmannaeyar 合計贏1-0 (主場1-0 , 作客0-0).
  - 第二圈: 主場勝科隆 1-0, 合計輸9-2.
- 1982/83 歐洲足協盃: 
  - 第一圈: 憑作客入球勝Lokomotive Leipzig, 主場1-0,作客2-3.
  - 第二圈: 主場1-3負登地聯 (主場1-3, 作客0-0).
- 1992/93 歐洲聯賽冠軍盃: 
  - 第一圈: 主場和巴塞羅拿0-0 , 兩星期後作客輸0-1.
- 1999/2000 歐洲足協盃: 
  - 外圍賽: 合計勝Principat18-0.
  - 第一圈: 合計勝士砵亭 3-1 (主場3-0, 作客0-1).
  - 第二圈: 因作客入球負雲達不萊梅 (主場0-0, 作客2-2).
- 2001/02 歐洲足協盃:
  - 外圍賽: 合計勝F.C. Brotjno 2-1 (主場1-0, 作客1-1).
  - 第一圈: 勝基爾馬諾克 3-1  (作客1-1 , 主場2-0).
  - 第二圈: 合計負哈化柏林0-3(主場0-1, 作客0-2).
- 2002/03 歐洲足協盃:
  - 第一圈: 合計勝車路士 5-4 , (作客1-2,主場4-2).
  - 第二圈: 負切爾達4-1 , (作客0-3,主場 1-1).
- 2005/06 歐洲足協盃: 
  - 外圍賽首圈: 合計勝Portadown 3-1 (主場1-0, 作客2-1).
  - 外圍賽次圈: 合計勝Rhyl 3-1(主場2-1 , 作客 1-0).
  - 第一圈: 兩回合2-2, 憑作客入球勝奧地利維也納  (主場1-0, 作客1-2)
  - 分組賽: 主場勝摩納哥 1-0, 作客負漢堡 0-2, 主場和布拉格斯拉維亞 2-2 .作客負索非亞中央陸軍 0-2.

## 紀錄

### 最大勝仗
11-0 對 Principat, 安道爾球隊, 1999年8月26日 (歐洲足協杯)
8-1 對 洛辛堡, 1984年8月12日 (挪威足球超級聯賽)

### 最大敗仗
2-11 對 利恩, 1968年7月28日

### 最大入場人數
斯塔萬格球場: 19,563 對 奧特格寧蘭, 1959年
維京球場: 15,300 對 莫迪, 2004年

### 最多出場球員
- 551 Svein Kvia
- 523 Sigbjørn Slinning
- 501 Erik Johannesen
- 500 Torbjørn Svendsen
- 482 Sverre Andersen
- 422 Bjarte Lunde Aarsheim
- 414 Olav Nilsen

### 最多入球球員
- 202 Reidar Kvammen
- 181 Trygve Johannessen
- 180 William Danielsen
- 176 Arthur Kvammen
- 150 Egil Østenstad
- 146 Åsbjørn Skjærpe
- 132 Erik Nevland

### 最多被國家隊挑選球員
- 97 Erik Thorstvedt
- 62 Olav Nilsen (19個入球)
- 51 Reidar Kvammen (17個入球)
- 42 Sigbjørn Slinning (1個入球)
- 41 Sverre Andersen
- 39 Thomas Myhre
- 38 Svein Kvia (3 goals)
- 33 Bjarne Berntsen

## 外部連結
- 官方網站 （页面存档备份，存于）
- Vikinghordene - 官方球迷會網站 （页面存档备份，存于）
- VikingForum.no - 最大維京論壇 （页面存档备份，存于）
- Vikingsupporter.no(球迷網站)
- Berserk Fanzine(球迷網站)
- 斯塔萬格關於維京的連結